# Kankalsi (Bogandé)
Pour les articles homonymes, voir Kankalsi.
Kankalsi est une commune rurale située dans le département de Bogandé de la province de la Gnagna dans la région de l'Est au Burkina Faso.

## Géographie
Kankalsi se trouve à 12 km à l'ouest de la route nationale 18.

## Santé et éducation
Le centre de soins le plus proche de Kankalsi est le centre médical et chirurgical de Bogandé.